# Бабенко, Дмитрий Олегович
Дми́трий Оле́гович Бабе́нко (укр. Дмитро Олегович Бабенко; род. 28 июня 1978, Ворошиловград) — украинский футболист, вратарь

## Биография
Начал профессиональную карьеру в 1995 году в клубе «Химик» (Северодонецк). В период с 1997 года по 2006 года выступал за луганскую «Зарю». В 2006 году перешёл ужгородское «Закарпатье». В Высшей лиге дебютировал 19 марта 2006 года в матче «Закарпатье» — «Харьков» (2:1). С декабря 2007 года по январь 2008 года находился на просмотре в симферопольской «Таврии», но по итогам просмотра вернулся в Ужгород.

## Личная жизнь
Женат, вместе воспитывают сына Вадима.

## Достижения
- Победитель Первой лиги Украины: 2008/09
- Серебряный призёр Первой лиги Украины: 2006/07